# Паладијанизам
Паладијанизам или Паладијанска архитектура је европски архитектонски стил који потиче од дела венецијанског архитекте Андреа Паладиа (1508–1580). Оно што је данас препознато као Паладијанска архитектура еволуирало је из његових концепата симетрије, перспективе и принципа формалне класичне архитектуре из древних грчких и римских традиција. У 17. и 18. веку, Паладијево тумачење ове класичне архитектуре развило се у стил познат као паладијанизам.
Паладијанизам се појавио у Енглеској почетком 17. века, са главним пропагатором стила Инигом Џонсом, чија је Краљичина кућа у Гриничу описана као прва енглеска паладијанска зграда. Његов развој је застао на почетку Енглеског грађанског рата. Паладијанизам се вратио у моду након реакције против барока почетком 18. века, подстакнут објављивањем низа архитектонских књига, укључујући I quattro libri dell'architettura. Кембелова књига је укључивала илустрације Ванстед куће, зграде коју је дизајнирао на периферији Лондона и једне од највећих и најутицајнијих раних неопаладијанских кућа. Препород покрета заговарао је Ричард Бојл, трећи гроф од Барлингтона, чије су зграде за њега, као што су Чизвик кућа и Берлингтон кућа, постале познате. Бурлингтон је спонзорисао каријеру уметника, архитекте и пејзажиста Вилијама Кента, а њихова заједничка креација, Холкам Хол у Норфолку, описана је као „најсјајнија паладијанска кућа у Енглеској“. До средине века паладијанизам је постао готово национални архитектонски стил, оличен у Кентовој коњској гарди у центру главног града нације.
Паладијански стил је такође био широко коришћен широм Европе, често као одговор на енглеске утицаје. У Пруској се критичар Франческо Алгароти дописивао са Берлингтоном о његовим напорима да убеди Фридриха Великог у предности стила. Касније, када је стил губио популарност у Европи, паладијанизам је имао пораст популарности широм британских колонија у Северној Америци. Томас Џеферсон је тражио паладијске примере, који су се ослањали на грађевине из времена Римске републике, како би развио нови архитектонски стил за Америчку Републику. Примери укључују кућу Хамонд-Харвуд у Мериленду и Џеферсонову личну кућу, Монтичело, у Вирџинији. Паладијански стил је такође усвојен у другим британским колонијама, укључујући и оне на индијском потконтиненту.
У 19. веку паладијанизам је по популарности претекао неокласичну архитектуру и у Европи и у Северној Америци. Средином тог века оба су била доведена у питању, а затим замењена неоготком на енглеском говорном подручју, чији су главни заговорници, као што је Аугустус Пугин, сматрали да је стил превише пагански за право хришћанско богослужење. У 20. и 21. веку, паладијанизам је наставио да се развија као архитектонски стил; фронтони, симетрија и пропорције су евидентни у дизајну многих модерних зграда, док се сам стил и даље наводи као инспирација међу најутицајнијим светским архитектама.
Андреа Паладио је рођен у Падови 1508. године, као син клесара. Био је инспирисан римским грађевинама, списима Витрувија (80 пре Христа). Паладио је тежио архитектонском стилу који је користио симетрију и пропорцију како би опонашао величину класичних зграда. Његове преживеле зграде су у Венецији, региону Венето и Вићенци, и укључују виле и цркве. Паладијеви архитектонски трактати прате приступ који су дефинисали Витрувије и његов ученик из 15. века Леон Батиста Алберти, који се придржавао принципа класичне римске архитектуре засноване на математичким пропорцијама, а не на орнаменталном стилу ренесансе. Паладио је забележио и објавио свој рад у четворотомној илустрованој студији из 1570. I quattro libri dell'architettura (Четири књиге о архитектури).
Паладијеве виле су дизајниране да се уклопе у њихов амбијент.

## Галерија
- Вилијам Кент и лорд Бурлингтон, Holkham Hall, Норфолк, УК (1734.)
- Џон Вуд Млађи, Royal Crescent, Бат, Сомерсет (1767.)
- сер Едвард Ловет Пирс, Кеслтаун, Селбриџ, Ирска (1722.)
- Томас Џеферсон, Монтичело, Шарлотсвил, Вирџинија, САД (1772.)
- Тхомас Џеферсон, Купола Универзитет у Вирџинији, САД (1826.)